# Soccer Mom
Der Begriff Soccer Mom ([sɒkə mɒm], [sɑkɚ mɑm]) bezeichnet im sozialen, kulturellen und politischen Diskurs in Nordamerika wenig oder gar nicht berufstätige Frauen der amerikanischen Mittelschicht, die in Vororten leben und einen beträchtlichen Teil ihrer Zeit damit verbringen, ihre Kinder zu Freizeitaktivitäten wie Fußball (Amerik. Englisch: Soccer) oder Musikunterricht zu fahren. Der Terminus Soccer Mom erlangte während der US-amerikanischen Präsidentschaftskampagne 1996 große Popularität als Schlagwort für eine Bevölkerungsgruppe von potentiellen Wechselwählern, die damals als vermutlich wahlentscheidende Zielgruppe gesehen wurde und um die es deshalb besonders zu werben galt.
Mütter kleiner und schulpflichtiger Kinder sind in den USA weitaus häufiger als in den deutschsprachigen Ländern voll erwerbstätig; infolgedessen begleiten dort auch sehr viele Väter ihre Kinder zu außerschulischem Unterricht oder zum Sporttraining. Das männliche Pendant der Soccer Mom – der Soccer Dad – spielt im gesellschaftlichen Diskurs der Vereinigten Staaten jedoch nur eine geringe Rolle.

## Gebrauch und Geschichte
Die Bezeichnung „Soccer Mom“ bezieht sich in der Regel auf eine weiße, verheiratete und gut ausgebildete Frau aus der Mittelschicht, die in einem Vorort lebt und Kinder im Schulalter hat. Sie wird in den Medien manchmal als vielbeschäftigt und einen Minivan fahrend dargestellt. Sie wird auch als jemand dargestellt, der die Interessen der Familie, insbesondere die ihrer Kinder, über ihre eigenen stellt.
Die Bezeichnung „Soccer Mom“ stammt von der Tätigkeitsbeschreibung einer Mutter ab, die ihre Kinder zum Fußball fährt und ihnen dann beim Fußballspielen zuschaut. Die Bezeichnung wurde auch in den Namen von Organisationen von Müttern gebraucht, die Geld sammelten, um die Fußball-Teams ihrer Kinder zu unterstützen. Die erste Erwähnung der Bezeichnung „Soccer Mom“ in den US-amerikanischen Medien geht bis ins Jahr 1982 zurück. In diesem Jahr stahl Joseph Decosta, der Ehemann der Kassenwartin des Soccer moms booster club aus Ludlow in Massachusetts, 3.150 US-Dollar, die für eine örtliche Fußball-Liga gesammelt worden waren.

## Stellenwert des Begriffes im politischen Diskurs
Die Bezeichnung bekam ihre demographische Bedeutung im Jahr 1995 während einer Wahl zum Stadtrat von Denver, als Susan B. Casey sich mit dem Slogan „A Soccer Mom for City Council“ bewarb. Casey, die einen PhD hat und Präsidentschaftskampagnen geleitet hatte, nutzte den Slogan um ihren Wählern zu versichern, dass sie „eine von ihnen sei“ und sie ihr vertrauen konnten. Die Bezeichnung zielte auf die Besorgnis ab und auf das Klischee, dass kluge und tüchtige Frauen nicht gleichzeitig Karriere machen und sich liebevoll um ihre Familie kümmern können. Casey gewann die Wahl mit 51 Prozent der Stimmen.
Die Bezeichnung wurde im Jahr 1996 verstärkt eingesetzt bei der Republican National Convention. Zum ersten Mal wurde der Begriff in einem Zeitungsartikel über die Wahl gebraucht, der am 21. Juli 1996 in der Washington Post erschien. E. J. Dionne, der Autor des Artikels, zitierte Alex Castellanos (zu dieser Zeit ein PR-Berater für Bob Dole), der behauptete, dass Bill Clinton eine demographische Zielgruppe ansprach, die Castellanos „Soccer Mom“ nannte. Die „Soccer Mom“ wurde in dem Artikel als „the overburdened middle income working mother who ferries her kids from soccer practice to scouts to school“ beschrieben. Der Artikel behauptete, der Begriff „Soccer Mom“ sei eine Erfindung der politischen Berater. Castellanos wurde später im Wall Street Journal zitiert mit den Worten: „She’s the key swing consumer in the marketplace, and the key swing voter who will decide the election.“ Das mediale Interesse an „Soccer Moms“ nahm zu, je näher die Wahl kam. Die Anzahl der Artikel über „Soccer Moms“ in Zeitungen nahm von zusammen 12 in den Monaten August und September zu auf 198 für Oktober und November. Zu einem großen Teil rührte das mediale Interesse vom Glauben der Medien her, dass „Soccer Moms“ die wichtigste Gruppe der zu adressierenden Wechselwähler im Jahr 1996 ausmachte. Am Ende favorisierten diese Frauen Bill Clinton mit 53 % zu 39 %, während die Männer der Vororte für Dole stimmten.
Im Wahlkampf und von Kommentatoren wurde der Begriff so häufig verwendet, dass die American Dialect Society „Soccer Mom“ zum Wort des Jahres 1996 wählte. Die Kolumnistin Ellen Goodman vom Boston Globe nannte 1996 das „Jahr der Soccer Mom“. Ein Artikel der Associated Press zählte „Soccer Moms“ (zusammen mit Macarena, Bob Dole, und Rules Girls) zu den zentralen Phänomenen des Jahres 1996.
In der Wahlkampagne des Jahres 2004 trat im Diskurs der amerikanischen Medien an die Stelle des Stereotyps der Soccer Mom das der Security Mom (deutsch: „Sicherheits-Mutti“), einer Frau, deren Sorge angeblich in erster Linie Themen wie dem Irakkrieg, dem Terrorismus im eigenen Land und der Sicherheit ihrer Kinder gilt. Dieser Sprachgebrauch fand sofort viele Kritiker, die bezweifelten, dass ein solcher Frauentyp in den USA überhaupt existiere. Das Stereotyp der Security mom erlangte auch niemals die Prominenz, die das Stereotyp der Soccer Mom acht Jahre zuvor besessen hatte.

## Hockey Mom
Hockey Mom ist ein Begriff, der überwiegend in Kanada benutzt wird, wo Mütter (und Väter) ihre Kinder oft zu Eishockey-Hallen fahren.
Sarah Palin, ehemalige Gouverneurin von Alaska und US-amerikanische Vizepräsidentschaftskandidatin 2008, beschrieb sich selbst bereits 2006 im Wahlkampf um den Gouverneursposten als „Hockey Mom“. In ihrer Rede bei der National Convention der Republikaner im Jahr 2008 und in Reden danach witzelte sie, der einzige Unterschied zwischen einer Hockey Mom und einem Pit Bull sei der Lippenstift. Damit wollte sie zum Ausdruck bringen, dass Hockey Moms tough seien.
Der erste Artikel in der New York Times, der Hockey Mom als demographischen Begriff nutzte, war im Jahr 1999 eine Besprechung des Chevrolet Silverado, eines Pick-ups. Darin wird der Truck als „smooth and gutsy vehicle“ beschrieben und „ought to please everyone from hockey mom to cattle hauler“.

## Soccer Mom in den Medien
Mittlerweile gilt das Image bzw. der Ausdruck „Soccer Mom“ auch als zeitgeistiges Phänomen und wird in vielen unterschiedlichen Zusammenhängen aufgegriffen.

## Musik
Anfang 2000 wurde eine Band namens „Cheatin Soccer Mom“ gegründet. Die Rockband The Vandals brachte 2002 den Titel „Soccer mom“ auf ihrem Album Internet Dating Superstuds heraus. Die Rockband Everclear veröffentlichte 2003 den Song „Volvo driving soccer mom“ auf ihrem Album „Slow Motion Daydream“. Die Singer-Songwriterin und Musikerin Sophie Allison tritt unter dem Pseudonym Soccer Mommy auf.

## Filme & TV
Im Jahr 2005 drehte der Regisseur Mark Piznarksi die Fernsehserie Soccer Moms. Der Regisseur Gregory McClatchy drehte 2008 den Film Soccer Mom. Eine Reality-Fernsehserie wurde 2008 mit dem Titel The Secret Life of a Soccer Mom gedreht. Darüber hinaus thematisiert die Episode Der Mittwochs-Mann der Erfolgsserie Two and a Half Men die Existenz der Soccer Moms. In dieser Episode lassen sich sowohl Charlie als auch Alan auf Soccer Moms, die Alan über die Fußballmannschaft seines Sohnes Jake kennt und Charlie  kennen lernt, mehr oder weniger ein. Auch eine Folge von Bones – Die Knochenjägerin spielt auf dieses Thema an und auch in Animationsserien wie Deckname: Kids next door sind Soccer Moms vertreten. Weitere Dokumentationen und Filme, wie z. B. Soccer Moms (2005) oder The Soccer Momster (2011) erschienen im Laufe der Zeit. Daneben existieren auch eine Reihe von Kurzfilmen, die sich mit der Thematik Soccer Moms beschäftigen. Auch die Pornobranche hat das Phänomen entdeckt und produziert entsprechende Filme auf DVD, die dem Genre MILF zugeordnet werden. Bekannte Filme sind beispielsweise die Serie I Scored a Soccer Mom des Labels Overboard (seit 2007) oder Soccer Moms Revealed von Platinum Media (18 Folgen bis 2010).